# Overton (North Yorkshire)
Overton – wieś w Anglii, w hrabstwie North Yorkshire, w dystrykcie (unitary authority) North Yorkshire. Leży 7 km na północny zachód od miasta York i 285 km na północ od Londynu.